# Imandrameer
Het Imandrameer (Russisch: озеро Имандра, Fins: Imantero) is een meer op iets ten noorden van de noordpoolcirkel in het zuidwesten van het schiereiland Kola in de Russische oblast Moermansk. Het meer ligt direct ten westen van de Chibinen en ten oosten van de bergruggen Tsjoenatoendra en Montsjegorsk en heeft een zeer grillige kustlijn met veel baaien die diep het land insnijden. Alleen de oostelijke oever, waar de Chibinen zich bevinden, kent een redelijk geleidelijk verloop.
Het meer valt onder te verdelen in drie afzonderlijke meren:
- Groot Imandra (Большая Имандра) of Chibinskaja Imandra - in het noorden (lengte: ongeveer 55 km; breedte: 3 tot 5 km; oppervlakte: 328 km²);
- Elektrovskaja Imandra - in het centrale deel (breedte: ongeveer 12 km; oppervlakte: 351 km²);
- Babinskaja Imandra - in het westen (oppervlakte: 133 km²).

De eerste twee meren zijn verbonden door de Straat Ekostrovski, die op het smalste punt ongeveer 700 meter breed is. De Babinskaja Imandra is verbonden met de Elektrovskaja Imandra via de korte Straat Sjirokaja Salma. Belangrijke bronrivieren zijn onder andere de Imandra en de Montsje. Het meer wordt vooral gevoed door sneeuw en regen en is gewoonlijk van november tot mei bevroren. In april is het waterpeil het laagst, terwijl in juni de hoogste waterstanden worden bereikt als gevolg van het inzetten van de dooi. Sinds de aanleg van een aantal waterkrachtcentrales in 1952 wordt het waterpeil kunstmatig gereguleerd.
In het meer liggen ongeveer 140 eilanden, waarvan het grootste eiland Ermostrov is met 26 km². Andere grote eilanden zijn Ekostrov, Sjav en Vysoki. De belangrijkste uitstroom van het meer wordt gevormd door de rivier de Niva. De belangrijkste plaatsen aan en in de directe nabijheid van het meer zijn de steden Apatity (zuidoosten), Montsjegorsk (noordwesten) en Poljarnye Zori (aan de Niva) en de plaatsen Afrikanda, Chibiny, Imandra en Zasjejek.
Het meer staat bekend om haar heldere water en de rijkdom aan vis. Montsjegorsk is een wintersportplaats, waarbij vooral langlaufen populair is. In de zomer wordt het meer veel gebruikt door bootjesmensen. Het water van het meer wordt ook gebruikt voor drinkwater en de vlotterij. Ten zuiden van het meer bevindt zich de zapovednik Lapplandski.